# Viscount Bangor

Wappen der Viscounts Bangor

Viscount Bangor, of Castle Ward in the County of Downe, ist ein erblicher britischer Adelstitel in der Peerage of Ireland.

## Verleihung und nachgeordnete Titel
Der Titel wurde am 11. Januar 1781 dem Politiker Bernard Ward, 1. Baron Bangor verliehen. Dieser war von 1745 bis 1770 Abgeordneter im irischen House of Commons gewesen. Am 30. Mai 1770 war ihm, ebenfalls in der Peerage of Ireland, der fortan nachgeordnete Titel Baron Bangor, of Castle Ward in the County of Down, verliehen worden.
Heutiger Titelinhaber ist seit 1993 sein Nachkomme William Ward, 8. Viscount Bangor.

## Liste der Viscounts Bangor (1781)
- Bernard Ward, 1. Viscount Bangor (1719–1781)
- Nicholas Ward, 2. Viscount Bangor (1750–1827)
- Edward Ward, 3. Viscount Bangor (1790–1837)
- Edward Ward, 4. Viscount Bangor (1827–1881)
- Henry Ward, 5. Viscount Bangor (1828–1911)
- Maxwell Ward, 6. Viscount Bangor (1868–1950)
- Edward Ward, 7. Viscount Bangor (1905–1993)
- William Ward, 8. Viscount Bangor (* 1948)

Titelerbe (Heir Presumptive) ist der Halbbruder des aktuellen Titelinhabers Hon. Edward Ward (* 1953).